# Антемона
Антемона (др.-греч. Ἀνθεμόνη) — персонаж древнегреческих мифов, дочь троянского царевича Энея и Креусы. Во время пребывания в Аркадии, отец женил её на местном герое. Считается эпонимом халкидского города Анфемунта, изображена на монетах города Энея.

## Биография

Монета из Энеи, изображающая Антемону с семьёй.

Антемона упоминается в элегии античного поэта Агатилла Аркадского, отрывок из которой приводит историк Дионисий Галикарнасский в своём труде «Римские древности»: «Он прибыл в Аркадию и в Несусе женил своих двух дочерей Кодону и Антемону. Но сам он поспешил в Гесперийскую землю, где породил Ромула». Однако существует другая версия толкования этой элегии, где Кодона и Антемона изображены аркадскими женщинами, которые родили от Энея дочерей.
Исследователь Роберт Ллойд считал, что под упомянутым Дионисием городом Несос подразумевается Орхомен. Также он отмечал, что с Аркадией связано несколько мифов о пребывании здесь троянцев во главе с Энеем. Последний не только здесь женил своих дочерей, но и похоронил своего отца Анхиса и основал город Капии, названный в честь своего деда Каписа. Также из Аркадии происходил мифический родоначальник троянского народа — Дардан. Ллойд указывал, что история о пребывании троянцев, во время своего морского путешествия, во внутренних землях Аркадии выглядит странной, и Дионисию было неудобно рассказывать о ней. Скорее всего, в Аркадии заканчивался путь Энея, на это указывает погребение отца и женитьба дочерей. По мнению исследователя, Вергилий не включил этот эпизод в «Энеиду» из-за недостаточной мотивированности для посещения троянцами Аркадии и того, что рассказ об их остановке здесь не подходил для истории, которую хотел рассказать поэт.
Историк Томас Данкан считал Антемону персонажем местной аркадской легенды, согласно которой Эней остался и умер в Аркадии. Здесь он поженил дочерей с местными героями. Также, учёный считал Антемону эпонимом халкидского города Анфемунта, так же как её мать Креуса была эпонимом области Кроусия на полуострове Халкидики.

## Нумизматика
Считается, что Антемона изображена на нескольких монетах города Энея, который находился на полуострове Халкидики. На аверсе первой монеты изображён побег из Трои. Эней несёт своего отца на плечах, рядом с ним изображена его жена Креуса, которая на плечах несёт ребёнка. Во время первой публикации монеты в 1878 году, публикатор Ю. Фридлендер идентифицировал ребёнка как Аскания. Однако, уже в следующем году исследователь Роберт указал, что ребёнок одет в женскую, а не мужскую одежду. Также поза ребёнка скорее указывает на девичий страх, чем на отвагу юноши. Фридлендер аргументировал, что причёска у ребёнка мужская, однако из-за того что на месте, где находилась голова, монета была повреждена и точно установить характер причёски было невозможно, дискуссия прекратилась. После находки неповреждённой монеты была доказана правота Роберта. На аверсе другой монеты находится изображение одетой женщины с серьгами и со стефаной на голове. По мнению Томаса Данкана, на монете изображена либо Антемона, либо её мать Креуса.